# 델리겐
델리겐(Därligen)은 스위스 베른주의 인터라켄-오버하슬리구에 있는 자치체이다.

## 역사
델리겐은 1244년에 Tedningen으로 처음 언급되었다.
이 지역의 가장 초기 정착 흔적은 툰 호수 호반 근처에서 발견된 흩어져 있는 청동기 시대 유물이다. 이 마을은 중세 동안 운슈푼넨의 영지의 일부였다. 1515년 베른에 합병되었다.
델리겐에서 인터라켄까지의 뵈델리 철도는 1872년에 개통되어 1874년에 뵈니겐까지 확장 되었다. 처음에 이 노선은 스위스 철도 시스템의 나머지 부분과 연결되지 않았으며, 모든 상품과 승객이 있는 두 호수의 증기선 사이를 연결하는 역할만 했다. 델리겐에서 보트와 기차 사이를 이동했다. 그러나 1893년에 노선이 서쪽으로 툰까지 확장되어 베른과 그 너머까지 연결되어 그러한 환승이 필요하지 않게 되었다. 이 노선은 결국 베른-뢰치베르크-심플론 철도의 일부가 되었다.

## 지리

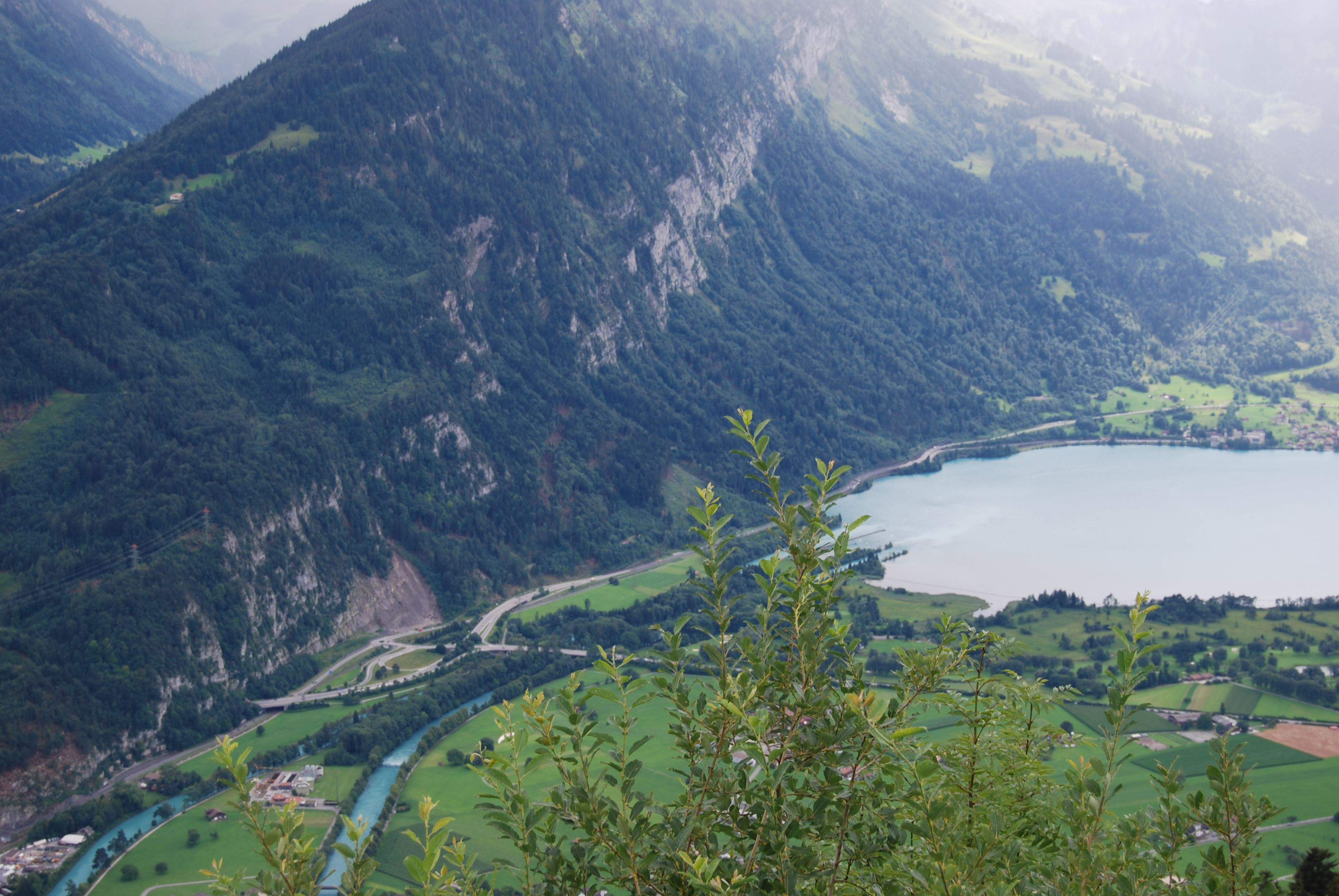
툰 호수에 접한 델리겐, 운터젠과 인터라켄

델리겐은 툰 호수 남쪽 기슭의 베른고원에 자리 잡고 있다. 도시는 아레강 운하 입구의 호숫가에 위치하고 있으며, 시정촌은 델리그라트 능선에 도달한다. 마을에는 기차역이 있었지만, 현재는 폐쇄되었다.
델리겐의 면적은 6.93k㎡이다. 이 면적 중 1.35k㎡ (19.5%)가 농업용으로 사용되는 반면 4.52k㎡ (65.4%)는 삼림으로 이루어져 있다. 나머지 토지 중 0.4k㎡ (05.8%)가 정착(건물 또는 도로), 0.03k㎡ (0.4%)가 강과 호수이며, 0.55k㎡ (8.0%)는 불모지이다.
건설 면적 중 주택과 건물이 1.7%, 교통 기반 시설이 3.3%를 차지했다. 숲이 우거진 토지 중 전체 토지 면적의 58.5%는 숲이 우거져 있고, 5.6%는 과수원이나 작은 나무 군락으로 덮여 있다. 농경지 중 9.1%가 목초지이고, 10.3%가 고산 목초지로 사용된다. 시정촌의 모든 물은 흐르는 물이다. 비생산적인 지역 중 4.6%는 비생산적인 초목이고, 3.3%는 초목이 자라기에는 너무 암석이 많은 지역이다.
2009년 12월 31일에 시정촌의 이전 지구인 인터라켄구가 해산되었다. 다음 날 2010년 1월 1일에 새로 설립된 인터라켄-오바하슬리구에 합류했다.

## 인구통계
2020년 12월 기준, 델리겐의 인구는 415명이다. 2010년 기준으로 인구의 9.4%가 거주하는 외국인이다. 2000년부터 2010년까지 지난 10년 동안 인구는 13.3%의 비율로 변화했다. 이민은 17.1%, 출생 및 사망은 -3.3%를 차지했다.
2000년 기준, 인구 대부분인 338명(94.2%)이 독일어를 모국어로 사용하며, 알바니아어가 7명(1.9%)으로 두 번째로 많이 사용하고, 프랑스어가 세 번째(6 또는 1.7%)로 사용된다. 이탈리아어를 할 줄 아는 2명과 로만슈어를 할 줄 아는 사람이 1명 있다.
2008년 기준으로 인구는 남성 47.5%, 여성 52.5%이다. 인구는 176명의 스위스 남성(인구의 42.6%)과 20명(4.8%)의 비스위스계 남성으로 구성되었다. 스위스 여성은 198명(47.9%), 비스위스계 여성은 19명(4.6%)이었다. 지자체의 인구 중 120 또는 약 33.4%가 델리겐에서 태어나 2000년에 그곳에 살았다. 같은 주에서 태어난 152명(42.3%)가 있었고, 51명(14.2%)가 스위스의 다른 곳에서 태어났다. 그리고 25명(7.0%)는 스위스 밖에서 태어났다.
2010년 기준으로 아동·청소년(0~19세)이 20.6%, 성인(20~64세)이 62.7%, 노인(64세 이상)이 16.7%를 차지한다.
2000년 기준으로 시정촌에 미혼이며, 독신인 사람은 128명이다. 기혼자가 180명, 미망인은 31명, 이혼한 사람이 20명이었다.
2000년 현재 1인 가구는 60가구, 5인 이상 가구는 8가구이다. 2000 년에는 총 139채(전체의 66.8%)가 상설 임대되었고, 47채(22.6%)가 계절적 임대, 22채(10.6%)가 비어 있었다. 2010년 기준 신규주택 건설률은 인구 1000명당 2.4세대였다. 2011년 시정촌 공실률은 0.7%였다.
역사적 인구는 다음 차트에 나와 있다.

## 경제
2011년 현재 델리겐의 실업률은 2.99%이다. 2008년 기준으로, 시정촌에는 총 61명이 고용되어 있다. 이 중 1차 경제 부문에 18명이 고용되었고, 이 부문에 약 7개 기업이 참여했다. 6명이 2차 부문에 고용되었고, 이 부문에 5개의 기업이 있었다. 37명이 3차 부문에 고용되어 있으며, 이 부문에는 12개의 기업이 있다. 시정촌 주민은 191명으로 일정 정도 고용되었으며, 그중 여성이 전체 노동력의 45.0%를 차지하였다.
2008년에는 총 38개의 정규직에 상응하는 일자리가 있었다. 1차 부문의 일자리 수는 7개였으며, 모두 농업이었다. 2차 부문의 일자리 수는 6개였으며, 그중 3개는 제조업, 2개는 건설업이었다. 3차 부문의 일자리 수는 25개였다. 3차 부문에서 10개(40.0%)는 호텔 또는 레스토랑, 8개(32.0%)는 기술 전문가 또는 과학자, 3개(12.0%)는 교육 분야에 있었다.
2000년 기준으로 시정촌으로 출퇴근하는 근로자는 37명, 외부 출퇴근 근로자는 159명이었다. 지자체는 근로자의 순수출 지자체로, 1명이 전입될 때 약 4.3명의 근로자가 지자체를 떠나고 있다. 근로 인구 중 17.3%가 출퇴근용 대중교통을, 66%가 자가용을 이용하였다.

## 종교
2000년 인구 조사에서 로마 가톨릭 신자는 38명(10.6%)이었고, 스위스 개혁 교회는 278명(77.4%)이었다. 나머지 인구 중 32명(전체 인구의 약 8.91%)이 다른 기독교 교회에 속해 있었다. 이슬람교도는 8명(인구의 약 2.23%)이었고, 다른 교회에 소속된 사람이 1명 있었다. 11명(인구의 약 3.06%)은 교회에 속하지 않았고, 불가지론자 또는 무신론자였으며, 7명(또는 인구의 약 1.95%)은 질문에 대답하지 않았다.

## 교통
델리겐은 슈피츠와 인터라켄으로 가는 정기 버스 서비스를 제공한다. 이전에는 툰호선의 델리겐역으로 철도 서비스를 제공했지만, 현재는 폐쇄되었다.